# 艾溪湖管理处
艾溪湖管理处，是中华人民共和国江西省南昌市青山湖区（南昌高新开发区代管）下辖的一个类似乡级单位。

## 行政区划
艾溪湖管理处下辖以下地区：广阳村、艾溪村、南塘村、邓坊村、鱼尾村、北沥村、艾湖村和艾溪湖水产场生活区。

## 历史沿革
2001年12月31日，艾溪湖管理处成立。